# Bielsa (kommunhuvudort)
Bielsa är en kommunhuvudort i Spanien.   Den ligger i provinsen Provincia de Huesca och regionen Aragonien, i den nordöstra delen av landet, 400 km nordost om huvudstaden Madrid. Bielsa ligger 1 034 meter över havet och antalet invånare är 462.
Terrängen runt Bielsa är huvudsakligen bergig, men åt nordost är den kuperad. Bielsa ligger nere i en dal.Runt Bielsa är det mycket glesbefolkat, med 3 invånare per kvadratkilometer. Bielsa är det största samhället i trakten. I omgivningarna runt Bielsa växer i huvudsak blandskog.